# Essen-Frintrop
Frintrop (tysk) eller Frentrop (borbecksch plattysk) er en bydel i det vestlige Essen med ca. 8.500 indbyggere (2017). Frintrops areal er 1,96 km² og befolkningstætheden er på 4.310 indbyggere pr. km². Frintrop afgrænses i nord af Dellwig, i øst og syd af Bedingrade og i vest af Oberhausen-Borbeck.
Frintrop blev nævnt som Vrilincdorpe første gang i 1220.